# Дзейтов, Харун Магометович
Хару́н Магоме́тович Дзе́йтов (род. в 1951 году) — советский и российский государственный деятель, председатель правительства Республики Ингушетия с 14 марта по 12 ноября 2008 года.

## Биография
Родился в 1951 году. В советские времена занимал различные партийные должности в Чечено-Ингушской АССР, в частности, секретаря Чечено‑Ингушского обкома КПСС.
В 1990 году избран депутатом Верховного Совета Чечено-Ингушетии.
В начале 2000-х годов работал в Москве руководителем службы капитального строительства «Московской объединенной энергетической компании». В 2003 году занял должность заместителя председателя правительства Республики Ингушетия.
14 марта 2008 года тогдашний Президент Ингушетии Мурат Зязиков назначил Дзейтова на должность председателя правительства Республики Ингушетия. Освобождён от должности 12 ноября 2008 года.